# 厄爾根
厄爾根是土耳其的城鎮，位於該國南部托魯斯山脈，處於首府科尼亞西北70公里，由科尼亞省負責管轄，面積1,394平方公里，海拔高度1,030米，2007年人口31,178。

## 外部連結
- District governor's official website （页面存档备份，存于） （土耳其文）
- District municipality's official website （页面存档备份，存于） （土耳其文）

38°16′45″N 31°54′50″E / 38.27917°N 31.91389°E